# 杜霍克體育會
杜霍克體育會（Duhok Sports Club）是位於伊拉克達霍克的足球會。目前於伊拉克超級足球聯賽角逐。

## 外部連結
- Duhok Official website （页面存档备份，存于）